# Justice League: War
Justice League: War (bra: Liga da Justiça: Guerra) é um filme de animação estadunidense de 2014 dirigido por Jay Oliva, roteirizado por Heath Corson e adaptado por Geoff Johns e Jim Lee a partir da história de Justice League: Origin, a primeira do Os Novos 52, uma linha editorial da DC Comics lançada entre setembro de 2011 e junho de 2015 para promover o relançamento de todos os seus títulos. 
É o 18º filme e o primeiro de uma nova série da DC Universe Animated Original Movies. O filme foi lançado para download em 21 de janeiro de 2014 e nos formatos Blu-Ray e DVD em 4 de fevereiro.

## Elenco (vozes)
- Alan Tudyk ........ Clark Kent / Kal-El /Superman
- Jason O'Mara ........ Bruce Wayne / Batman
- Michelle Monaghan ........ Diana Prince / Mulher-Maravilha
- Justin Kirk ........ Hal Jordan / Lanterna Verde
  - Andrea Romano ........ Anel do Lanterna Verde
- Christopher Gorham ........ Barry Allen / Flash
- Shemar Moore ........ Victor Stone / Ciborgue
- Sean Astin ........ Shazam
- Steven Blum ........ Darkseid / A Armadura do Ciborgue (não creditado) / Mestre do Oceano
- Dee Bradley Baker ........ Paredemônios
- Melique Berger ........  Sara Charles
- Kimberly Brooks ........ Darla
- Rocky Carrol ......... Silas Stone
- Ioan Gruffudd ........ Thomas Morrow
- George Kinder ........ Freedy Freeman
- João Mariano ........ Vendedor de Sorvete
- Richard McGonagle ........ Presidente Julian
- Matthew Mercer ........ Guarda
- George Newbern ........ Steve Trevor
- Roger Rose ........ Protestante
- Gary Sturgis ........ companheiro de equipa n º 2
- Bruce Thomas ........ Desaad
- Hynden Walch ........ Hannah Grace

## Enredo
Uma série de sequestros estranhos ocorrem em Gotham City. Um vídeo sugere que Batman, um vigilante mascarado procurado, está por trás dos incidentes. Quando um misterioso sequestrador encapuzado captura uma mulher, Lanterna Verde (Hal Jordan) o enfrenta e a salva. Em seguida, ataca o sequestrador, revelando-o como um monstruoso Parademônio. Quando Lanterna Verde está prestes a ser morto, Batman aparece e o salva em um telhado. O Parademonio ataca ambos os heróis. Enquanto a criatura vai para o esgoto, os heróis fogem da polícia para persegui-lo. Lá, há uma Caixa Materna que explode. Batman  e Lanterna Verde verificam a caixa, deduzem que é de origem extraterrestre, e decidem pedir respostas para o Superman.
Outra Caixa Materna, fornecida pelo Flash (Barry Allen) está sendo estudada no Laboratórios STAR. O Doutor Silas Stone, pai de Victor Stone, deliberadamente perde o jogo de futebol de seu filho para estudá-la. Chegando em Metropolis, o Superman, que já havia lutado contra um Parademônio, ataca Batman e Lanterna Verde por acreditar que os heróis estão trabalhando ao lado das criaturas. A batalha se espalha sobre uma parte da cidade; finalmente termina quando Batman chama Superman de "Clark". Superman usa sua visão de raio-X e reconhece Batman como Bruce Wayne. Os três heróis, em seguida, começam a colaborar. No planeta Apokolips, Darkseid da ordens á Desaad para iniciar uma invasão na Terra, em resposta à descoberta dos super-heróis de seus planos.
Vic chega ao Laboratórios STAR e discute com seu pai, que acredita que o futebol não tem importância em um mundo que está mudando com o aparecimento de metahumanos. No Planeta Diário, Superman, Batman e Lanterna Verde percebem que a invasão começou quando a Caixa foi ativada e vários portais (Boom Tubes) apareceram em todo o mundo, incluindo os Laboratórios STAR. Uma explosão deixa Victor fatalmente ferido. Silas carrega Vic em uma cama médica, ligando seu filho a várias tecnologias. Inúmeros Parademônios aparecem ao redor do mundo, atacando todos à vista. A tecnologia da caixa está ligada a Vic e aos equipamentos dos laboratórios, transformando Vic em um ciborgue. Assim como o Flash chega para salvar os cientistas, os sistemas de Cyborg (Victor Stone) revelam detalhes de Apokolips, Darkseid e o plano de invasão. Em seu lar adotivo, o adolescente Billy Batson vê um Parademônio e misticamente se transforma no super-herói Shazam. A Força Aérea é atacada no ar, mas é salva pela princesa amazona Mulher Maravilha e pelo Superman. Depois que os heróis se reúnem, Cyborg revela que a invasão é um prelúdio para a terraformação da Terra. Darkseid chega e prova ser um adversário poderoso que derrota cada herói sem esforço.
Superman é capturado. Batman para Lanterna Verde e o convence a ajudar os heróis e trabalharem juntos depois que ele desmascara a si mesmo. Wayne deliberadamente se deixa ser capturado para salvar Superman. Lanterna Verde, atuando como um líder, reúne todos e decide que para derrotar Darkseid devem desativar seus olhos primeiro, impedindo-o de usar seus raios Ômega. Batman chega em Apokolips e impede Desaad de transformar Superman em um Parademônio, mas, por causa de sua lavagem cerebral, Superman enlouquece, resultando na morte de Desaad. Batman raciocina com Superman, ajudando-o a recuperar o controle. Na Terra, depois de desativar Darkseid, Cyborg se conecta com a Caixa Mãe para reabrir os portais e enviar o tirano e seu exército de volta para seu planeta natal. Enquanto os Parademônios somem, Darkseid permanece. Superman e Batman chegam e juntos forçam o tirano a atravessar o portal. Com o mundo salvo, os super-heróis antes discriminados ganham a confiança do público e são homenageados na Casa Branca. 
Os heróis estão gratos por terem conhecido outras pessoas iguais a si mesmos, mas ainda não têm certeza se deveriam ser uma equipe e trabalhar em conjunto se alguma ameaça semelhante ocorrer. O presidente dos Estados Unidos pergunta se eles têm um nome. O grupo recém-formado se irrita quando Shazam anuncia abruptamente os "Super Sete" sem o consentimento dos outros.
Em uma cena pós-créditos, um navio de Atlântida emerge e o Mestre do Oceano aparece carregando um corpo morto que diz ser de seu rei. Vendo os cadáveres de várias vidas marinhas afetadas pelos ataques de Darkseid, considera este um ato de guerra da superfície contra o oceano e jura vingança.